# Monticola saxatilis

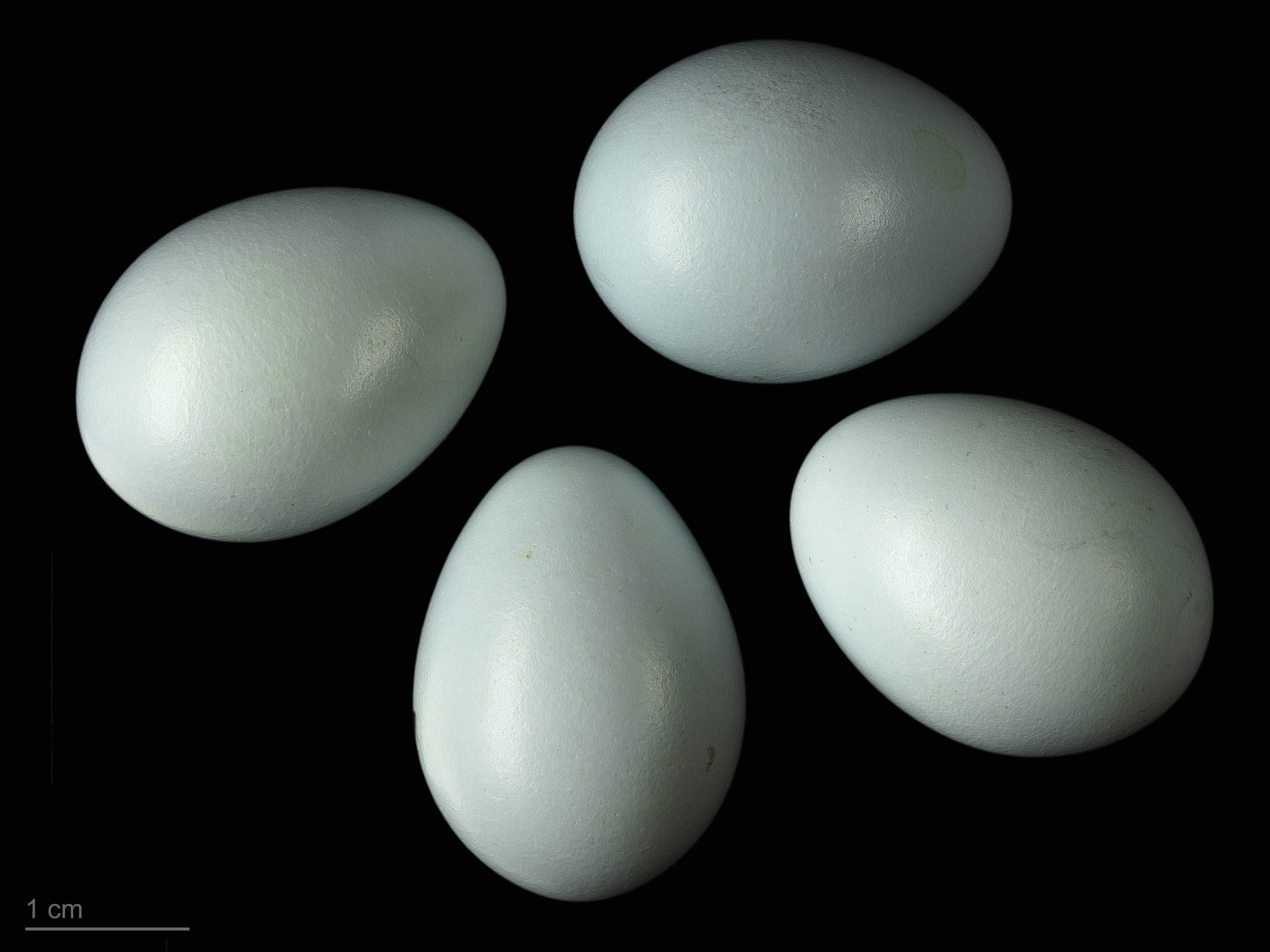
Monticola saxatilis - MHNT

El roquero rojo (Monticola saxatilis) es un túrdido que vive en las montañas del Viejo Mundo. El macho es muy vistoso, sobre todo en verano:cabeza y hombros de color gris azulado, vientre y cola rojos. Tanto las hembras como los ejemplares jóvenes son mucho más apagados.
El canto es aflautado, pero también emite reclamos más secos: tak, chak-chak. Habita en zonas rocosas con matorrales cerca.
En la península ibérica se encuentra en verano, en la franja Norte, Teruel, Sierra Nevada, Madrid, al este de Galicia y en parte de Valencia.
Esta ave mide alrededor de 19 centímetros de longitud y cría en parajes rocosos de 500 a 2.700 metros de altitud. Su alimentación se basa preferentemente de insectos, aunque come también moluscos, pequeños reptiles y anfibios y frutos silvestres. Pone una sola puesta al año y depende del país en el que esté 2, pone entre 4 y 5 huevos.